# Anne Heggtveit
Anne Heggtveit (n. 11 ianuarie 1939, Ottawa, Ontario, Canada) este o schioară alpină ce a reprezentat Canada, medaliată olimpică. A participat la 2 ediții ale Jocurilor Olimpice (1956, 1960) în care a câștigat o medalie de aur.